# Craugastor laevissimus
Craugastor laevissimus es una especie de anuros en la familia Craugastoridae.

## Distribución geográfica y hábitat
Es endémica de Honduras y Nicaragua.

## Estado de conservación
Se encuentra amenazada por la pérdida de su hábitat natural, contaminación y quitridiomicosis.